# Sistema Thorne (1992)
El sistema Thorne de classificació de plantes 1992 va ser creat pel botànic Robert F. Thorne (1920-). Ell mateix el va substituir l'any 2000 per un nou sistema.
Aquest sistema està disponible en línia a dos llocs. El primer al Center for the Study of Digital Libraries Texas A&M. El segon a J.L. Reveal Aquest sistema conté 440 famílies i 69 ordres.
Les primeres versions utilitzen el sufix floral per al superordre.

## Resum
- classe Magnoliopsida [= angiospermes ]
subclasse Magnoliidae [= dicotiledònies ]
superorder Magnolianae
superorder Nymphaeanae
superorder Rafflesianae
superorder Caryophyllanae
superorder Theanae
superorder Celastranae
superorder Malvanae
superorder Violanae
superorder Santalanae
superorder Geranianae
superorder Rutanae
superorder Proteanae
superorder Rosanae
superorder Cornanae
superorder Asteranae
superorder Solananae
superorder Loasanae
superorder Myrtanae
superorder Gentiananae
subclasse Liliidae [= monocotiledònies]
superorder Lilianae
superorder Hydatellanae
superorder Triuridanae
superorder Aranae
superorder Cyclanthanae
superorder Pandananae
superorder Arecanae
superorder Commelinanae

## Magnoliopsida
- classe Magnoliopsida [= angiospermes ]
subclasse Magnoliidae [= dicotiledònies ]
superordre Magnolianae
order Magnoliales
family Winteraceae
family Illiciaceae
family Schisandraceae
family Magnoliaceae
family Degeneriaceae
family Himantandraceae
family Eupomatiaceae
family Annonaceae
family Aristolochiaceae
family Myristicaceae
family Canellaceae
family Austrobaileyaceae
family Amborellaceae
family Trimeniaceae
family Chloranthaceae
family Monimiaceae
family Gomortegaceae
family Calycanthaceae
family Lauraceae
family Hernandiaceae
family Lactoridaceae
family Saururaceae
family Piperaceae
order Ceratophyllales
family Ceratophyllaceae
order Nelumbonales
family Nelumbonaceae
order Paeoniales
family Paeoniaceae
family Glaucidiaceae
order Berberidales
family Menispermaceae
family Lardizabalaceae
family Sargentodoxaceae
family Berberidaceae
family Hydrastidaceae
family Ranunculaceae
family Circaeasteraceae
family Papaveraceae
superordre Nymphaeanae
order Nymphaeales
family Cabombaceae
family Nymphaeaceae
superordre Rafflesianae
order Rafflesiales
family Hydnoraceae
family Rafflesiaceae
superordre Caryophyllanae
order Caryophyllales
family Caryophyllaceae
family Portulacaceae
family Hectorellaceae
family Basellaceae
family Didiereaceae
family Cactaceae
family Phytolaccaceae
family Petiveriaceae
family Agdestidaceae
family Barbeuiaceae
family Achatocarpaceae
family Stegnospermataceae
family Nyctaginaceae
family Aizoaceae
family Halophytaceae
family Molluginaceae
family Chenopodiaceae
family Amaranthaceae
superordre Theanae
order Theales
family Dilleniaceae
family Actinidiaceae
family Paracryphiaceae
family Stachyuraceae
family Theaceae
family Asteropeiaceae
family Tetrameristaceae
family Pellicieraceae
family Chrysobalanaceae
family Symplocaceae
family Caryocaraceae
family Marcgraviaceae
family Oncothecaceae
family Aquifoliaceae
family Phellinaceae
family Sphenostemonaceae
family Sarraceniaceae
family Pentaphylacaceae
family Clethraceae
family Cyrillaceae
family Ochnaceae
family Quiinaceae
family Scytopetalaceae
family Medusagynaceae
family Strasburgeriaceae
family Ancistrocladaceae
family Dioncophyllaceae
family Nepenthaceae
family Bonnetiaceae
family Clusiaceae
family Elatinaceae
family Lecythidaceae
order Ericales
family Ericaceae
family Epacridaceae
family Empetraceae
order Fouquieriales
family Fouquieriaceae
order Styracales
family Ebenaceae
family Lissocarpaceae
family Sapotaceae
family Styracaceae
order Primulales
family Theophrastaceae
family Myrsinaceae
family Primulaceae
family Plumbaginaceae
order Polygonales
family Polygonaceae
superordre Celastranae
order Celastrales
family Celastraceae
family Goupiaceae
family Lophopyxidaceae
family Stackhousiaceae
family Corynocarpaceae
superordre Malvanae
order Malvales
family Sterculiaceae
family Huaceae
family Elaeocarpaceae
family Plagiopteraceae
family Tiliaceae
family Monotaceae
family Dipterocarpaceae
family Sarcolaenaceae
family Sphaerosepalaceae
family Bombacaceae
family Malvaceae
order Urticales
family Ulmaceae
family Moraceae
family Cecropiaceae
family Barbeyaceae
family Urticaceae
family Cannabaceae
order Rhamnales
family Rhamnaceae
family Elaeagnaceae
order Euphorbiales
family Euphorbiaceae
family Aextoxicaceae
family Simmondsiaceae
family Dichapetalaceae
family Gonystylaceae
family Thymelaeaceae
superordre Violanae
order Violales
family Bixaceae
family Cochlospermaceae
family Cistaceae
family Violaceae
family Flacourtiaceae
family Physenaceae
family Lacistemataceae
family Salicaceae
family Dipentodontaceae
family Peridiscaceae
family Scyphostegiaceae
family Passifloraceae
family Turneriaceae
family Malesherbiaceae
family Achariaceae
family Caricaceae
family Tamaricaceae
family Frankeniaceae
family Cucurbitaceae
family Begoniaceae
family Datiscaceae
order Brassicales
family Resedaceae
family Capparaceae
family Brassicaceae
family Salvadoraceae
family Gyrostemonaceae
order Batales
family Bataceae
superordre Santalanae
order Santalales
family Olacaceae
family Opiliaceae
family Medusandraceae
family Santalaceae
family Misodendraceae
family Loranthaceae
family Eremolepidaceae
family Viscaceae
order Balanophorales
family Balanophoraceae
family Cynomoriaceae
superordre Geranianae
order Linales
family Humiriaceae
family Ctenolophonaceae
family Hugoniaceae
family Ixonanthaceae
family Linaceae
family Erythroxylaceae
family Zygophyllaceae
family Balanitaceae
order Rhizophorales
family Rhizophoraceae
order Geraniales
family Oxalidaceae
family Geraniaceae
family Balsaminaceae
family Tropaeolaceae
family Limnanthaceae
order Polygalales
family Malpighiaceae
family Trigoniaceae
family Vochysiaceae
family Polygalaceae
family Krameriaceae
superordre Rutanae
order Rutales
family Rutaceae
family Rhabdodendraceae
family Cneoraceae
family Simaroubaceae
family Picramniaceae
family Ptaeroxylaceae
family Meliaceae
family Burseraceae
family Anacardiaceae
family Leitneriaceae
family Tepuianthaceae
family Coriariaceae
family Sapindaceae
family Sabiaceae
family Melianthaceae
family Akaniaceae
family Bretschneideraceae
family Moringaceae
family Surianaceae
family Connaraceae
family Fabaceae
superordre Proteanae
order Proteales
family Proteaceae
superordre Rosanae
order Hamamelidales
family Trochodendraceae
family Eupteleaceae
family Cercidiphyllaceae
family Platanaceae
family Hamamelidaceae
order Casuarinales
family Casuarinaceae
order Balanopales
family Buxaceae
family Didymelaceae
family Daphniphyllaceae
family Balanopaceae
order Bruniales
family Roridulaceae
family Bruniaceae
family Geissolomataceae
family Grubbiaceae
family Myrothamnaceae
family Hydrostachyaceae
order Juglandales
family Rhoipteleaceae
family Juglandaceae
family Myricaceae
order Betulales
family Ticodendraceae
family Betulaceae
family Nothofagaceae
family Fagaceae
order Rosales
family Rosaceae
family Neuradaceae
family Crossosomataceae
family Anisophylleaceae
order Saxifragales
family Tetracarpaeaceae
family Crassulaceae
family Cephalotaceae
family Penthoraceae
family Saxifragaceae
family Francoaceae
family Grossulariaceae
family Vahliaceae
family Eremosynaceae
family Lepuropetalaceae
family Parnassiaceae
family Stylidiaceae
family Droseraceae
family Greyiaceae
family Diapensiaceae
order Podostemales
family Podostemaceae
order Cunoniales
family Cunoniaceae
family Davidsoniaceae
family Staphyleaceae
superordre Cornanae
order Hydrangeales
family Hydrangeaceae
family Escalloniaceae
family Carpodetaceae
family Griseliniaceae
family Alseuosmiaceae
family Montiniaceae
family Brexiaceae
family Columelliaceae
family Desfontainiaceae
order Cornales
family Vitaceae
family Gunneraceae
family Haloragaceae
family Cornaceae
family Curtisiaceae
family Alangiaceae
family Garryaceae
family Aucubaceae
family Aralidiaceae
family Eucommiaceae
family Icacinaceae
family Metteniusaceae
family Cardiopteridaceae
family Peripterygiaceae
order Pittosporales
family Pittosporaceae
family Byblidaceae
family Tremandraceae
order Araliales
family Helwingiaceae
family Torricelliaceae
family Araliaceae
family Hydrocotylaceae
family Apiaceae
order Dipsacales
family Caprifoliaceae
family Adoxaceae
family Valerianaceae
family Triplostegiaceae
family Dipsacaceae
family Morinaceae
superordre Asteranae
order Asterales
family Calyceraceae
family Asteraceae
order Campanulales
family Menyanthaceae
family Pentaphragmataceae
family Sphenocleaceae
family Campanulaceae
family Goodeniaceae
superordre Solananae
order Solanales
family Solanaceae
family Duckeodendraceae
family Goetzeaceae
family Nolanaceae
family Convolvulaceae
family Hydrophyllaceae
family Boraginaceae
family Hoplestigmataceae
family Lennoaceae
family Tetrachondraceae
family Polemoniaceae
superordre Loasanae
order Loasales
family Loasaceae
superordre Myrtanae
order Myrtales
family Lythraceae
family Alzateaceae
family Rhynchocalycaceae
family Penaeaceae
family Oliniaceae
family Trapaceae
family Crypteroniaceae
family Melastomataceae
family Combretaceae
family Onagraceae
family Myrtaceae
superordre Gentiananae
order Gentianales
family Loganiaceae
family Rubiaceae
family Dialypetalanthaceae
family Apocynaceae
family Gentianaceae
family Saccifoliaceae
order Scrophulariales
family Oleaceae
family Buddlejaceae
family Stilbaceae
family Bignoniaceae
family Pedaliaceae
family Martyniaceae
family Myoporaceae
family Scrophulariaceae
family Gesneriaceae
family Globulariaceae
family Plantaginaceae
family Lentibulariaceae
family Acanthaceae
family Callitrichaceae
family Hippuridaceae
family Verbenaceae
family Phrymaceae
family Symphoremataceae
family Nesogenaceae
family Avicenniaceae
family Lamiaceae

## Liliidae
- subclasse Liliidae [= monocotyledons ]
superordre Lilianae
order Liliales
family Melanthiaceae
family Campynemataceae
family Alstroemeriaceae
family Colchicaceae
family Liliaceae
family Trilliaceae
family Iridaceae
order Burmanniales
family Burmanniaceae
family Corsiaceae
order Asparagales
family Asparagaceae
family Luzuriagaceae
family Asphodelaceae
family Aphyllanthaceae
family Phormiaceae
family Tecophilaeaceae
family Lanariaceae
family Hemerocallidaceae
family Asteliaceae
family Hanguanaceae
family Agavaceae
family Hostaceae
family Blandfordiaceae
family Dasypogonaceae
family Xanthorrhoeaceae
family Ixioliriaceae
family Hyacinthaceae
family Alliaceae
family Amaryllidaceae
family Hypoxidaceae
family Velloziaceae
family Cyanastraceae
family Eriospermaceae
order Dioscoreales
family Philesiaceae
family Ripogonaceae
family Petermanniaceae
family Smilacaceae
family Dioscoreaceae
family Trichopodaceae
family Stemonaceae
family Taccaceae
order Orchidales
family Orchidaceae
superordre Hydatellanae
order Hydatellales
family Hydatellaceae
superordre Triuridanae
order Triuridales
family Triuridaceae
superordre Alismatanae
order Alismatales
family Butomaceae
family Alismataceae
family Hydrocharitaceae
order Potamogetonales
family Aponogetonaceae
family Scheuchzeriaceae
family Juncaginaceae
family Potamogetonaceae
family Posidoniaceae
family Cymodoceaceae
family Zannichelliaceae
family Zosteraceae
superordre Aranae
order Acorales
family Acoraceae
order Arales
family Araceae
family Lemnaceae
superorder Cyclanthanae
order Cyclanthales
family Cyclanthaceae
superorder Pandananae
order Pandanales
family Pandanaceae
superordre Arecanae
order Arecales
family Arecaceae
superordre Commelinanae
order Bromeliales
family Bromeliaceae
order Philydrales
family Philydraceae
family Pontederiaceae
family Haemodoraceae
order Typhales
family Typhaceae
order Zingiberales
family Musaceae
family Strelitziaceae
family Lowiaceae
family Heliconiaceae
family Zingiberaceae
family Costaceae
family Cannaceae
family Marantaceae
order Commelinales
family Rapateaceae
family Xyridaceae
family Commelinaceae
family Mayacaceae
family Eriocaulaceae
order Juncales
family Thurniaceae
family Juncaceae
family Cyperaceae
order Poales
family Flagellariaceae
family Joinvilleaceae
family Restionaceae
family Ecdeiocoleaceae
family Centrolepidaceae
family Poaceae